# Opstukket ost
Opstukket ost er, indtil ostens formning, fremstillet som de fleste andre faste ostetyper. Forskellene fremkommer når ostevallen tappes af og ostekornene videreforarbejdes. Men faktisk begynder den opstukne ost før vallen aftappes, ostekornene presses og udskæres eller "opstikkes", nemlig i sin grundform mens de stadig ligger under vallen. Dette bevirker at der ikke kommer luft med blandt ostekornene, og osten får derfor en helt glat snitflade med få regelmæssige huller. De få huller fremkommer under modningen, når mælkesyrebakterier udskiller CO2, kuldioxid, under omdannelse af den tilbageværende laktose til mælkesyre. Opstukket ost er den foretrukne ostetype i Danmark af de faste oste, og mest kendt er nok Danbo.